# Leptomiza dentilineata
Leptomiza dentilineata är en fjärilsart som beskrevs av Moore 1887. Leptomiza dentilineata ingår i släktet Leptomiza och familjen mätare. Inga underarter finns listade i Catalogue of Life.